# Anaspis auripes
Anaspis auripes es una especie de coleóptero de la familia Scraptiidae.

## Distribución geográfica
Habita en Turquestán y Kazajistán.